# Gouvernement Manuel García Prieto (1)
Royaume d'Espagne
Canalejas Romanones I
Le premier gouvernement Manuel García Prieto (primero gobierno Manuel García Prieto) est le gouvernement du Royaume d'Espagne, en fonction du 12 novembre 1912 au 14 novembre 1912.